# Ischioderes bahiensis
Ischioderes bahiensis är en skalbaggsart som beskrevs av Monné och Lúcia Maria de Campos Fragoso 1984. Ischioderes bahiensis ingår i släktet Ischioderes och familjen långhorningar. Inga underarter finns listade i Catalogue of Life.